# Округ Хансфорд (Тексас)
Округ Хансфорд (енгл. Hansford County) је округ у америчкој савезној држави Тексас. По попису из 2010. године број становника је 5.613.

## Демографија
Према попису становништва из 2010. у округу је живело 5.613 становника, што је 244 (4,5%) становника више него 2000. године.
| Група             | 2000.         | 2010.         |
| Белци             | 3.604 (67,1%) | 3.088 (55,0%) |
| Афроамериканци    | 2 (0,0%)      | 36 (0,6%)     |
| Азијати           | 12 (0,2%)     | 16 (0,3%)     |
| Хиспаноамериканци | 1.690 (31,5%) | 2.430 (43,3%) |
| Укупно            | 5.369         | 5.613         |